# Château d'Hauteville (Vaud)
Pour les articles homonymes, voir Château de Hauteville.
Le château d'Hauteville est un château de plaisance situé sur le territoire de la commune vaudoise de Saint-Légier-La Chiésaz, au-dessus de Vevey en Suisse.

## Histoire
Au Moyen Âge, le territoire d'Hauteville (Altavilla, mentionné à plusieurs reprises dans le Cartulaire de Lausanne) constitue la partie basse de la seigneurie de Blonay. En proie à des difficultés financières, Jean de Blonay cède ce bien en 1300 au comte Amédée V de Savoie, dont la famille le conserve jusqu'à la conquête du Pays de Vaud par Berne en 1536. En 1565, Jean-François et Jean-Michel de Blonay rachètent la baronnie de Saint-Légier, ainsi que le domaine d'Hauteville qui en dépend.
Puis Hauteville passe en 1591 à Gérôme Gignillat. Ses héritiers le revendent en 1666 à Abraham Dubois, qui obtient du seigneur de Saint-Légier-La Chiésaz l’inféodation d’Hauteville en fief noble. La nouvelle seigneurie passe ensuite à César de la Mothe puis à Charles Jaquemin (1704).
Elle est acquise en 1734 par Jacques-Philippe d’Herwarth qui, une année plus tôt, a acquis la baronnie de Saint-Légier. Il y rattache donc la seigneurie d’Hauteville et se profile désormais comme l’une des figures les plus puissantes du bailliage de Vevey. Après avoir agrandi la maison seigneuriale d’Hauteville, il y transfère son siège de justice et en fait ainsi le centre administratif de sa juridiction. L'exceptionnel décor dont il dote son grand salon retient l'attention et renvoie à une grande tradition décorative italienne.
Le peintre Giuseppe Antonio Petrini, auteur de plusieurs tableaux à l'huile restés dans cette famille jusqu'à la dispersion des collections en 2015, et  qui a  travaillé pour Herwarth à la décoration des plafonds de la maison d'Herwarth à Vevey (vers 1730), s'est vu attribuer également le monumental décor du grand salon d'Hauteville (ni daté ni signé), avec ses peintures allégoriques et mythologiques. Mais les plus récentes études stylistiques ont mis en doute cette unique attribution. Il s'agirait sans doute plutôt de l’œuvre d'artistes travaillant dans l'entourage de Petrini, comme notamment Josef Ignaz Appiani (1706-1785), voire un fils, Marco Petrini, connu surtout comme portraitiste,,.
En 1760, Herwarth vend à Pierre-Philippe Cannac ses terres avec tous leurs droits. Cannac, bourgeois de Vevey et de Genève, a fait fortune comme directeur des coches de Lyon. Afin de conférer à son nouveau domicile tout le lustre que mérite son état de fortune, il agrandit la maison seigneuriale d’Hauteville. Tout en conservant le noyau historique de la demeure avec ses décors peints, il la transforme entre 1760 et 1768 en un vaste château flanqué de deux ailes en retour d’équerre qui délimitent une ample cour d’honneur. Aspirant à créer un édifice représentatif dans le goût le plus récent, il fait appel à deux architectes français. L’un, François II Franque, d’Avignon, fournit les plans. L’autre, est (non pas Donat Cochet, traditionnellement cité à la suite d'une confusion), mais Claude-Pierre Cochet, fidèle collaborateur, de 1751 à 1768 environ, du peintre et architecte Jean-Antoine Morand. Il est le père de l'architecte Claude-Ennemond Cochet, ainsi que, assurément, de Donat-Claude-Philippe Cochet, exécuté à Paris en 1794, sous la Terreur. On peut attribuer à Claude-Pierre Cochet le décor d'architecture feinte des façades.
Sur place, c'est un bâtisseur local, Daniel-A.- Girard qui supervise les travaux, avec la collaboration d'artisans de talent, comme le menuisier David Schade,  le marbrier David III Doret, le sculpteur et doreur François Riol ou Ruolt.
Pierre-Philippe Cannac meurt en 1785 et laisse le domaine à son fils Jacques-Philippe Cannac, dont la fille unique, Victoire, épousera Daniel Grand de la Chaise (1761-1828), issu d’une ligne de banquiers parisiens anoblis en 1781. Elle hérite du domaine en 1794. C’est alors que le jeune couple décide de prendre le nom de Grand d’Hauteville. La propriété est depuis lors restée dans la même famille, mais à l’aube du XXIe siècle, celle-ci a cependant décidé de s’en défaire.
Le château est inscrit comme bien culturel suisse d'importance nationale. En 2009, il a été proposé aux autorités cantonales comme site d'implantation du futur musée cantonal des beaux-arts ; le projet prévoyait la construction d'un nouveau bâtiment pour accueillir le musée sous les terrasses du jardin actuel, mais sera finalement abandonné au profit du projet de Plate-forme pôle muséal à Lausanne.
En 2019, la en:Pepperdine University, établissement d'enseignement supérieur américain, acquiert le domaine pour y installer son antenne suisse. Le mandat de restauration est confié au bureau Glatz-Delachaux. Les travaux débutent en janvier 2020. Le campus est inauguré en juillet 2023. La publication d’un ouvrage collectif édité par la section vaudoise de Patrimoine suisse marque la fin des travaux.

## Mobilier
L’inventaire du mobilier a révélé une remarquable collection de meubles et pièces d’ornement, dont des consoles à dessus de marbre (1764) attribuées à Johann Friedrich Funk I, une commode d’apparat dans le goût chinois (vers 1775) estampillée par Pierre Harry Mewesen, à Paris, une autre commode d’apparat à deux tiroirs (vers 1750) estampillée par Mathieu Criaerd, à Paris, une paire d’encoignures en laques de Chine et du Japon, (vers 1775) estampillée Jean-Jacques Manser, un buste de Pierre-Philippe Cannac en terre cuite patinée à l’imitation du bronze signé François-Marie Poncet, une pendule en marbre blanc et garniture en bronze doré signée Imbert l’Aîné à Paris.
En 2014, l'hoirie propriétaire du château vend aux enchères à Londres le mobilier le plus prestigieux. En septembre 2015, le reste, étroitement lié à l'histoire de la famille Grand d'Hauteville depuis le XVIIIe siècle (meubles, bibliothèque, argenterie, bijoux, tableaux, etc.), est mis à l'encan lors d'une vente aux enchères dans l'enceinte même du château. Plusieurs lots ont pu être acquis par des musées suisses, parmi lesquels le Musée national suisse. Des assiettes armoriées de porcelaine de Chine (vers 1770) ont été données au Musée historique de Nyon, qui a pu acquérir également quelques pièces d'argenterie. La collection de jeux de société a été donnée au Musée suisse du jeu à La Tour-de-Peilz. Le siège de justice de la seigneurie d'Hauteville, confectionné sans doute vers 1750 pour Jacques-Philippe d'Herwarth, a été acquis par le Musée cantonal d'archéologie et d'histoire de Lausanne.

## Sources
- Fonds : Grand d’Hauteville (famille) (1200-2016) [60,30 mètres linéaires].  Cote : PP 410. Archives cantonales vaudoises (présentation en ligne).